# Myoscolex ateles
Il mioscoleco (Myoscolex ateles) è un enigmatico animale estinto, forse imparentato con gli anellidi o con i dinocaridi, vissuto nel Cambriano inferiore (circa 520 milioni di anni fa). I suoi resti sono stati ritrovati in Australia meridionale (isola dei Canguri).

## Descrizione
I resti fossili di questo organismo consistono in impronte di tessuti organici fosfatizzati. Il corpo era dotato di file di strutture simili a bastoncini, interpretate come chaetae. Il corpo, inoltre, era costituito da un livello esterno con fibre trasversali, che lo circondavano completamente. Numerose fibre longitudinali erano presenti lungo il corpo e nella regione dorsale. Lungo il ventre si incrociavano altre strutture oblique. L'intero organismo, probabilmente, aveva un aspetto allungato e sottile, appiattito lateralmente.

## Classificazione
Non sono chiare le parentele di questo animale; alcuni studiosi ha ipotizzato che Myoscolex fosse uno dei più antichi rappresentanti degli anellidi, a causa del corpo annulato e della somiglianza superficiale con i policheti della famiglia degli ofeliidi. Altre interpretazioni chiamano in causa l'appiattimento laterale del corpo, che ricorda quello del cordato primitivo Pikaia, ma è improbabile che Myoscolex possa essere un rappresentante arcaico di questo phylum. Un'ulteriore interpretazione dei resti fossili ha condotto a supporre che questo animale fosse un parente dell'altrettanto misteriosa Opabinia, l'animale dotato di cinque occhi e di proboscide prensile proveniente dal giacimento di Burgess Shales. In quest'ultimo caso, il corpo di Myoscolex non sarebbe stato annulato ma segmentato, e costituito da una cuticola più rigida; le strutture tipiche di Opabinia (occhi, coda, proboscide) si sarebbero perse nel corso della fossilizzazione.

## Stile di vita
Myoscolex era senza dubbio un organismo marino, ma i resti incompleti e di difficile interpretazione rendono del tutto ipotetico lo stile di vita. Probabilmente, dato il corpo appiattito lateralmente, era un organismo nuotatore che si muoveva grazie a moti ondulatori del corpo e usava chetae o strutture simili per orientarsi.